# نهر ألسك
نهر ألسك ( /ˈælˌsɛk/ . التلينغيتية Aalseix ') هو نهر بري يجري من يوكون إلى شمالي كولومبيا البريطانية وألاسكا. يدخل خليج ألاسكا عبر خلال خليج جاف.
يقع معظم حوض نهر ألسك داخل مناطق برية محمية ومتنزهات وطنية. يعد نهر ألسك ورافده الرئيسي ، نهر تاتشينشينى ، جزءًا من نظام أنهار التراث الكندي وموقع تراث عالمي لليونسكو .

## روابط خارجية
- وصف نهر السيك
- نظام أنهار التراث الكندي: Alsek
- الجرد الوطني لنهر وايت ووتر: Alsek
- الجرد الوطني لنهر وايت ووتر: تاتشينشيني
- حساب الشخص الأول لإدارة نهر السيك
- معلومات عن تجمع نهر السيك